# 天主教休納教區
天主教休納教區（拉丁語：Dioecesis Siunaensis）是尼加拉瓜一個羅馬天主教教區，屬馬那瓜總教區。
教區範圍包括北大西洋自治區和南大西洋自治區的一部份，成立於2017年11月30日。2017年有教友363,160人，佔轄區總人口67.6%。教區下轄十七個堂區，有十六名司鐸。首任教區主教為達味‧阿賓‧日維茨‧西多爾。